# Питкэрнский язык
Пи́ткэрнский язы́к — язык населения острова Питкэрн. Креольский язык, образовавшийся на основе английского языка XVIII века с элементами таитянского языка. Является родным для менее чем 100 уроженцев острова. На близкородственном норфолкском языке говорят несколько сотен человек. Несмотря на то, что острова расположены в Тихом океане, эти языки некоторые исследователи относят к атлантической группе креольских языков.

## История
После мятежа на Баунти, поднявшие восстание британские матросы остановились на Таити и взяли на борт 19 полинезийцев, преимущественно женщин, и поселились вместе с ними на отдаленном острове Питкэрн. Изначально таитяне практически не говорили по-английски, а английские матросы знали таитянский ещё хуже. В условиях изоляции острова, они были вынуждены общаться друг с другом. Со временем это привело к образованию нового креольского языка, в котором упрощённый английский смешался с таитянскими словами и языковыми формами.
На питкэрнский язык оказали влияние различные английские диалекты и акценты экипажа Баунти. Географически, большинство матросов происходили из Вест-Индии. Один из них говорил на карибском наречии, ещё один был шотландцем. По крайней мере один, лидер мятежников Флетчер Кристиан, был хорошо образованным человеком, что оказало большое влияние на язык. Отдельные фразы и слова восходят к диалектам севера и запада Англии (например, «whettles» от «victuals» — еда, провиант).
Многие выражения, исчезнувшие в современном английском языке, сохранились на Питкэрне. Среди них слова из морского обихода времен парусного судоходства. Также, заметно влияние миссионеров Церкви адвентистов седьмого дня и языка Библии короля Якова (английский перевод Библии XVII века).
В середине XIX века часть населения Питкэрна переселилась на остров Норфолк. Позже некоторые из них вернулись обратно. Большинство говорящих в настоящее время на питкэрнском языке является потомками вернувшихся. Говор оставшихся на Норфолке развился в близкородственный норфолкский язык. Норфолкский и питкэрнский языки взаимопонятны и иногда рассматриваются[кем?] как один язык.
Орфография не стандартизирована.
На питкэрнском языке написаны несколько книг. Особо следует отметить поэмы Джея Уоррена, мэра Питкэрна.

## Сравнение английского и питкэрнского языков
| Питкэрнский              | Английский                              | Русский                          |
| ------------------------ | --------------------------------------- | -------------------------------- |
| Whata way ye?            | How are you?                            | Как дела?                        |
| About ye gwen?           | Where are you going?                    | Куда вы идёте?                   |
| You gwen whihi up suppa? | Are you going to cook supper?           | Вы будете готовить ужин?         |
| I nor believe            | I don’t think so                        | Я так не думаю                   |
| Ye like-a sum whettles?  | Would you like some food?               | Не хотите ли поесть?             |
| Do' mine                 | It doesn’t matter                       | Это не имеет значения            |
| Wa sing yourley doing?   | What are you doing? What are you up to? | Что вы задумали?                 |
| I se gwen ah big shep    | I’m going to the ship                   | Я иду на корабль                 |
| Humuch shep corl ya?     | How often do ships come here?           | Как часто сюда приходят корабли? |
| Cooshoo!                 | Good!                                   | Хорошо!                          |